# Oktiabrski (Mirskoi)
Oktiabrski - Октябрьский (rus) és un possiólok del krai de Krasnodar, a Rússia. El 2010 tenia 62 habitants. Es troba a la vora dreta del riu Beissug. És a 11 km al nord-oest de Kropotkin i a 120 km al nord-est de Krasnodar. Pertany al possiólok de Mirskoi.